# 불설장수멸죄호제동자다라니경 (경기 유형문화재 제215호)
불설장수멸죄호제동자다라니경은 경기도 고양시 일산서구 탄현동, 원각사에 있는 조선시대의 불경이다. 2009년 2월 9일 경기도의 유형문화재 제215호로 지정되었다.

## 개요
영산회상도의 불화승은 19세기 전반 경기도를 중심으로 활동한 불화승이며 경기도 지역의 불교회화와 불화승의 계보를 밝힐 수 있는 작품이다. 전각 내부를 꽉 차게 배치한 화면의 크기는 다른 사찰에서 볼 수 없는 중요한 특징이다.

## 같이 보기
- 원각사
- 불설장수멸죄호제동자다라니경

## 참고 자료
- 불설장수멸죄호제동자다라니경 - 국가유산청 국가유산포털